# Oljekrisnämnden
Oljekrisnämnden är en svensk domstolsliknande statlig förvaltningsmyndighet, som handlägger vissa ersättningsfrågor enligt oljekrislagen (1975:197) och ransoneringslagen (1978:268). 
Oljekrisnämnden består av ordförande och fyra andra ledamöter. Ordföranden och ytterligare en ledamot ska vara eller ha varit ordinarie domare. Hos nämnden finns en sekreterare som är anställd vid värdmyndigheten, som är Regeringskansliet (Klimat- och näringslivsdepartementet). Nämnden har inga anställda eller egna lokaler. Dess allmänna handlingar förvaras hos Regeringskansliet.
Oljekrisnämnden träder i funktion i en krissituation. Oljekrislagen tillämpas för att säkerställa Sveriges åtaganden enligt 1974 års avtal om ett internationellt energiprogram (IEP). I vissa lägen kan bland annat regeringen besluta att ägare eller innehavare av råolja eller oljeprodukter ska avstå förnödenheten till staten eller annan. Oljekrisnämnden har som uppgift att bestämma ersättningen till den vars egendom tas i anspråk på detta sätt. Ärenden enligt oljekrislagen eller ransoneringslagen avgörs efter muntlig förhandling eller föredragning. 
Oljekrisnämnden har ännu inte behövt avgöra något ärende. Nämnden sammanträder dock regelbundet – i allmänhet en gång per år – för att hålla ledamöterna informerade om förhållanden av betydelse för verksamheten. De totala kostnaderna var i genomsnitt 17 000 kronor per år under tiden 2020–2022.
Statskontoret föreslår i rapporten En form för kollektivt beslutsfattande (juni 2024) att Oljekrisnämnden görs om till 
ett särskilt beslutsorgan i en annan myndighet. Det skulle innebära att myndigheten avvecklas samtidigt som verksamheten finns kvar i annan form.